# Stokłosy
Stokłosy (nome ufficiale: A4 Stokłosy) è una stazione della linea M1 della metropolitana di Varsavia. È stata inaugurata nel 1995.